# Maurizio Corgnati
Maurizio Corgnati (Maglione, 1er août 1917 – Turin, 30 mars 1992) est un réalisateur italien.

## Biographie
Coscénariste de Les Deux Vérités (1951), Maurizio Corgnati a réalisé un seul long métrage, Rumeur publique, sorti en 1954.
Il a été l'époux de la chanteuse italienne Milva, puis de Letizia Di Maio.

## Filmographie
- 1954 : Rumeur publique (supervision : Goffredo Alessandrini)